# Aname inimica
Aname inimica là một loài nhện trong họ Nemesiidae.
Aname inimica được miêu tả năm 1985 bởi Raven.